# Élections sénatoriales de 1983 en Lozère
Les élections sénatoriales en Lozère ont lieu le dimanche 25 septembre 1983. Elles ont pour but d'élire le sénateur représentant le département au Sénat pour un mandat de neuf années.

## Contexte départemental
Lors des élections sénatoriales du 22 septembre 1974 en Lozère, un sénateur FNRI a été élu au 1er tour, Jules Roujon. 
Depuis, tous les effectifs du collège électoral des grands électeurs ont été renouvelés, avec les élections législatives françaises de 1981, les élections cantonales de 1979 et 1983 et les élections municipales françaises de 1983.

## Sénateurs sortants
| Sénateur | Sénateur     | Parti | Fonctions lors de l'élection en 1974                                    |
| -------- | ------------ | ----- | ----------------------------------------------------------------------- |
|          | Jules Roujon | UDF   | Sénateur sortant, conseiller général, conseiller municipal de Marvejols |

## Présentation des candidats et des suppléants
Les nouveaux représentants sont élus pour une législature de 9 ans au suffrage universel indirect par les 338 grands électeurs du département. En Lozère, les sénateurs sont élus au scrutin majoritaire à deux tours. Leur nombre reste inchangé, 1 sénateur est à élire. Ils sont 3 candidats dans le département, chacun avec un suppléant.
| Candidats | Candidats    | Parti | Principale fonction                                      |
| --------- | ------------ | ----- | -------------------------------------------------------- |
|           | Claude Turc  | PCF   |                                                          |
|           | Yvan Calvet  | PS    |                                                          |
|           | Jules Roujon | UDF   | Sénateur sortant, conseiller général, maire de Marvejols |

## Résultats
| Candidat et parti politique | Candidat et parti politique | Candidat et parti politique | Premier tour | Premier tour |
| Candidat et parti politique | Candidat et parti politique | Candidat et parti politique | Voix         | %            |
| --------------------------- | --------------------------- | --------------------------- | ------------ | ------------ |
|                             | Jules Roujon                | UDF                         | 242          | 80,40        |
|                             | Yvan Calvet                 | PS                          | 49           | 16,28        |
|                             | Claude Turc                 | PCF                         | 10           | 3,32         |
|                             |                             |                             |              |              |
| Inscrits                    | Inscrits                    | Inscrits                    | 338          | 100,00       |
| Abstentions                 | Abstentions                 | Abstentions                 | 4            | 1,18         |
| Votants                     | Votants                     | Votants                     | 334          | 98,82        |
| Blancs et nuls              | Blancs et nuls              | Blancs et nuls              | 33           | 9,76         |
| Exprimés                    | Exprimés                    | Exprimés                    | 301          | 89,06        |